# Seznam srednjeveškega orožja
Seznam srednjeveškega orožja.

## Seznam

### Hladno orožje
- kij
- buzdovan
jutranja zvezda
bojni mlat
- sekira
- bodalo/nož
rondel
- meč
- bojno kladivo
gudendag
- bojna palica

### Orožja na drogu
- kopje
- helebarda
- sulica

### Lokostrelno orožje
- Lok (orožje)
- Samostrel
- arkebuza

### Obleganje
- oblegovalni oven
- katapult
- oblegovalni stolp
- trebušet
- grški ogenj

### Vojne ladje
- galeon
- galeja
- drakar

### Zaščita
- ščit
- verižna srajca
- oklepna rokavica
- oklep
- čelada

### Fortifikacija
- grad
- obzidje
- obrambni jarek
- dvižni most